# 乔红
乔红（1968年11月21日—），中国退役女子乒乓球运动员，曾任中国乒乓球女子代表队教练，在北京体育大学攻读研究生。
1989年，乔红在世界乒乓球锦标赛中获得女子单打冠军，同时和邓亚萍合作获得女子双打冠军。在之后很长一段时间内，邓亚萍和乔红在国际乒联的世界女子单打排名中分列第一位和第二位。乔红在奥运会中获得一银一铜，同时和邓亚萍合作获得两枚女子双打金牌。

## 生平
其為湖北武汉市人。從7岁時开始打乒乓球，被选入南垸坊小学乒乓球校队。1980年进入湖北省乒乓球代表队。1987年底入选国家乒乓球队。1995年9月，与日本松下电器公司签订为期两年的合同，从1996年3月起代表该公司参加日本国内比赛。1996年亚特兰大奥运会结束后，正式退出国家队，继续到日本松下电器公司打球。1997年6月回国参加第八届全运会。1998年与松下公司续签一年合同，出任日本松下电器队队员兼教练。2003年正式成为中国乒乓球女子代表队教练。现在其为广东乒乓球运动管理中心主任。

## 排名
1993年10月5日国际乒乓球联合会公布世界排名，列女子世界排名第2位｡

　　1994年2月9日国际乒乓球联合会公布世界排名，列女子世界排名第2位｡

　　1995年9月6日国际乒乓球联合会公布世界排名，列女子世界排名第2位｡

　　1996年3月26日根据国际乒乓球联合会公布的最新世界排名，以1740分列女子世界排名第2位｡

　　1996年6月21日在国际乒乓球联合会公布的女子单打世界排名中，列第2位｡

　　1997年7月15日在国际乒乓球联合会公布的女子单打最新世界排名中，列第2位｡

## 主要战绩
1989年，在第40届世界乒乓球锦标赛上，获得女子单打冠军；并与邓亚萍合作，获得女子双打冠军；与队友合作，夺得女子团体冠军。

　　1991年，在第41届世界乒乓球锦标赛上，与队友合作，夺得女子团体亚军；与邓亚萍合作，夺得女双亚军。

　　1991年，在第2届世界杯乒乓球赛上，与队友合作，夺得女子团体冠军。

　　1992年，在西班牙巴塞罗那举行的第25届奥运会上，获得女子单打亚军；与邓亚萍合作，获得女子双打冠军。

　　1993年，在第42届世界乒乓球锦标赛上，与邓亚萍合作，获女子双打亚军；与队友合作，夺得女子团体冠军。

　　1994年4月，在全国乒乓球精英锦标赛上获女子单打亚军。

　　1994年6月，在韩国汉城举行的第2届东亚韩国乒乓球大奖赛上，与乔云萍合作夺得女子双打冠军。

　　1994年8月，在全国乒乓球锦标赛上，与邓亚萍合作，夺得女子双打冠军。

　　1994年10月，在日本广岛举行的第12届亚运会上，与队友合作，夺得女子团体冠军；与邓亚萍合作，夺得女子双打亚军；个人夺得女子单打季军。

　　1994年10月31日，获1994年亚洲女子乒乓球明星赛单打冠军。

　　1994年12月，在中国上海举行的亚洲杯乒乓球赛中夺得女子单打冠军。

　　1995年5月7日，在中国天津举行的第43届世界乒乓球锦标赛上，与队友合作，为中国女子乒乓球队夺得女子团体冠军；其个人則夺得女子单打亚军；与邓亚萍合作，夺得女子双打冠军。

　　1995年8月，在美国亚特兰大举行的第四届世界杯乒乓球团体赛上，与队友合作，获得女团冠军。

　　1995年9月20日，在武汉举行的全国乒乓球锦标赛中，与邓亚萍合作，夺得女子双打冠军。

　　1996年4月，在中国乒协杯赛上，与邓亚萍合作，夺得女子双打冠军。

　　1996年7月29日，在美国亚特兰大举行的第26届奥运会女子双打比赛中，与邓亚萍合作，获冠军；7月31日，在女子单打比赛中，於半决赛時0:3负于陈静，於铜牌战中战胜队友刘伟获第三名。